# Подкунинские горы
Подкунинские горы — обширная гряда, простирается в субширотном направлении почти на 12 км. Находится в Усть-Абаканском районе Хакасии, является правым склоном долины реки Биджа.
Северный склон крутой, южный — пологий. Абсолютная высота уменьшается с востока на запад. Наивысшая отметка — 569 метров над уровнем моря, относительная высота — от 100 до 200 м. В верхней трети северного склона на поверхность выходят красноцветные песчаники и серо-зеленые аргиллиты девонского возраста. В восточной части найдены наскальные рисунки древнего человека («Подкунинская писаница»).
Вершина — гора Куня.